# 山口武秀

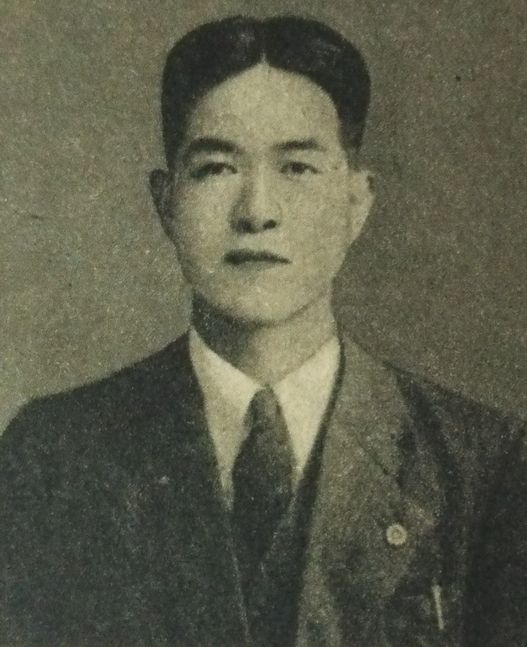
山口武秀

山口 武秀（やまぐち たけひで、1915年1月13日 - 1992年8月23日）は、昭和期の農民運動家、政治家。

## 生涯
茨城県鹿島郡鉾田町（現在の鉾田市）出身。旧家地主兼廻船問屋に生まれる。
茨城県立鉾田中学校（現在の茨城県立鉾田第一高等学校）で学ぶが、東京の女子大学に進学した姉の影響で資本主義の矛盾を知り、1931年に中退して農民運動に身を投じた。全国農民組合の若手活動家として活躍。18歳にして千葉県の農村争議に介入して名を上げる。
1933年日本共産党に入党。幾度かの検挙を経て転向し社会大衆党に入党。1937年に全農茨城県連書記長となる。日中戦争中に前線への慰問袋に農村の窮状を訴える手紙を挿入するよう指導し、同年検挙される。通算6年の獄中生活を送り、敗戦直前に釈放。
1945年の日本の降伏直後から農民運動を再開。
1946年1月に常東農民組合を結成して委員長となり、山林・原野・旧軍用地の解放に尽くす。常東農民組合は最盛時には組合員3万5千人と10人のオルグを擁し、“山口共和国”と呼ばれるほどの勢力を誇り、山口は「天皇」「大将」「親分」「先生」等と呼ばれた。1962年に解散するまで、常東農民組合は激しい闘争戦術を行う全国でも最大最強の農民組織としてその名をとどろかせた。
1947年茨城1区から第23回衆議院議員総選挙に日本農民組合所属として出馬し、当選。1949年の第24回衆議院議員総選挙でも労働者農民党から立候補して当選する。
1949年に共産党へ再入党する。
1952年に日本農民組合が分裂すると、運動方針の対立から1953年に共産党を除名され、その後は独自の運動を続けた。
1953年の第26回衆議院議員総選挙・1955年の第27回衆議院議員総選挙でも茨城1区から出馬するが、ともに落選。
昭和40年代前半頃から住民運動に関心を寄せ、三里塚闘争、高浜入干拓反対闘争などに関わった。
1992年8月23日に77歳で死去した。

## 人物
一時興隆した農民運動が衰退した理由をGHQによる農地改革によるものと分析しており、「マックにしてやられた」「これで日本における革命のチャンスはなくなった」と考えていた。
三里塚闘争では、天神峰の現地闘争本部に寝泊まりして三里塚芝山連合空港反対同盟の幹部らに戦術指導を行った。成田空港予定地の代執行に対抗して周辺地域から野次馬を集めて機動隊と対峙する作戦を提案し、実行に移されている。新左翼勢力を闘争の手段と見做して機能的に指示を出しており、東峰十字路事件が起きた時も、「これが有利となるか、不利となるか。これからは大変なことになる」と冷静に分析していたとされる。山口は反対同盟代表の戸村一作の指導力に対して懐疑的である旨を公言しており、運動の方向性を巡って戸村との対立が表面化し、山口に対しても農民の闘争が山口個人の利益になるのであるという噂が立つようになり、代執行後に山口は三里塚を去った。
成田空港管制塔占拠事件について第四インター幹部の和多田粂夫から実行前に明かされたときには「これは成功するでしょう。しかしながら、そのあとの弾圧はすごいことになりますよ」と述べた。

## 著書
- 『旗は大地と共に』潮流社、1949年
- 『農民運動家の記録』三一書房、1957年
- 『戦後日本農民運動史』三一新書、1959年
- 『常東より三里塚へ』三一新書、1972年
- 『水戸天狗党物語』三一新書、1967年